# Austrocosmoecus hirsutus
Austrocosmoecus hirsutus is een schietmot uit de familie Limnephilidae. De soort komt voor in het Neotropisch gebied.